# Герб Чемеровецького району
Герб Чемеровецького району — офіційний символ Чемеровецького району, затверджений 5 січня 2011 р. рішенням сесії районної ради.

## Опис
На лазуровому щиті здиблений срібний кінь з золотими гривою і хвостом, який викрешує копитом три золотих іскри з срібної скелі. В лівій верхній частині золоте сонце. Щит обрамлений декоративним картушем у вигляді вінка із лаврового та дубового листя з жолудями, обвитого синьо-жовтою стрічкою. Внизу щита на вигині стрічки напис «Чемеровецький район», під ними листя калини із трьома кетягами червоних ягід. Щит увінчано декоративним бароковим візерунком з трьома квітками.